# Ovinius Camillus
Ovinius Camillus war angeblich ein römischer Usurpator unter Severus Alexander. Er gilt als fiktiv.
Der (oft unzuverlässigen) Historia Augusta zufolge war Ovinius Camillus ein Senator aus altem Geschlecht, der sich gegen Severus Alexander und dessen Mutter Julia Mamaea erhob. Das Komplott sei aufgedeckt, doch der Usurpator vom Kaiser – den der Autor der Historia Augusta äußerst positiv darstellt – angeblich verschont und sogar für kurze Zeit zum Mitregenten erhoben worden.